# 明るい家族計画
『明るい家族計画』（あかるいかぞくけいかく）は、1995年1月12日から3月23日までフジテレビ系列「木曜劇場」枠で放送されたテレビドラマ。主演は大地康雄。
コンドーム販売会社に勤務するサラリーマンの家庭が舞台で、番組タイトルもコンドーム自販機のキャッチコピーから取られている。

## キャスト
- 坂巻彦太郎：大地康雄

ゴム製品メーカー勤務の会社員。長女と同い年の女性・リコと再婚した事で周囲を驚かせる。
- 坂巻リコ：菊池桃子

彦太郎の妻（再婚相手）。彦太郎の事を「ヒコ」と呼ぶ。
彦太郎の子供達と仲良くなりたいと思っているが、歳が離れている事から（主に娘達からは）拒絶されている。
- 梅本雪子：細川直美

坂巻家長女。リコとは同い年。のちに嫁いで梅本姓になる。
- 坂巻花子：奥山佳恵

坂巻家次女。
- 梅本孝雄：清水圭

雪子の夫。
- 坂巻月子：秋本祐希

坂巻家三女。
- 坂巻星人：大場俊輔

坂巻家長男。小学生。姉達とは違い、彦太郎の再婚には比較的理解を示している。家族がケンカをしていて険悪な空気を感じると松井家に避難（?）している。
- 松井真之介：宮崎徳明

利夫と昌子の息子で小学生。星人の友達。
- 西村修：中山豪
- 松井利夫：高田純次

彦太郎の会社の同僚で友人。
- 松井昌子：あいはら友子

利夫の妻。
- 相葉友子：磯野貴理子
- 石山厳：中山仁
- 桜田元：北村総一朗
- 竹原蘭子：木の実ナナ

## スタッフ
- 企画：小林義和、大辻健一郎
- 脚本：清本由紀
- 演出：小田切成明、塚田哲也、吉田使憲
- プロデュース：小田切成明、菅原郷史
- 音楽：長谷部徹
- 主題歌：プリンセス プリンセス「Birthday Song」
- エンディングテーマ：宇都美慶子「愛について私が知っている2、3の事」
- 制作：フジテレビ、アズバーズ

## 放送日程
| 各話   | 放送日  | サブタイトル           | 演出       |
| ------ | ------- | ---------------------- | ---------- |
| 第1話  | 1月12日 | 妻は娘と同じ歳!?       | 小田切成明 |
| 第2話  | 1月19日 | 親に言えない娘の秘密…  | 小田切成明 |
| 第3話  | 1月26日 | 17歳はじめての反乱…    | 小田切成明 |
| 第4話  | 2月02日 | 人を愛するということ…  |            |
| 第5話  | 2月09日 | 一番大切な人へ…        |            |
| 第6話  | 2月16日 | 妻に言えないこと       |            |
| 第7話  | 2月23日 | いちばん素敵な贈り物…  |            |
| 第8話  | 3月02日 | 夫の留守に妻の秘め事…  |            |
| 第9話  | 3月09日 | 夫と妻の一大決心       |            |
| 第10話 | 3月16日 | そんなに家を買いたいか |            |
| 最終話 | 3月23日 | ハッピーバースデー!!   |            |